# Niterói

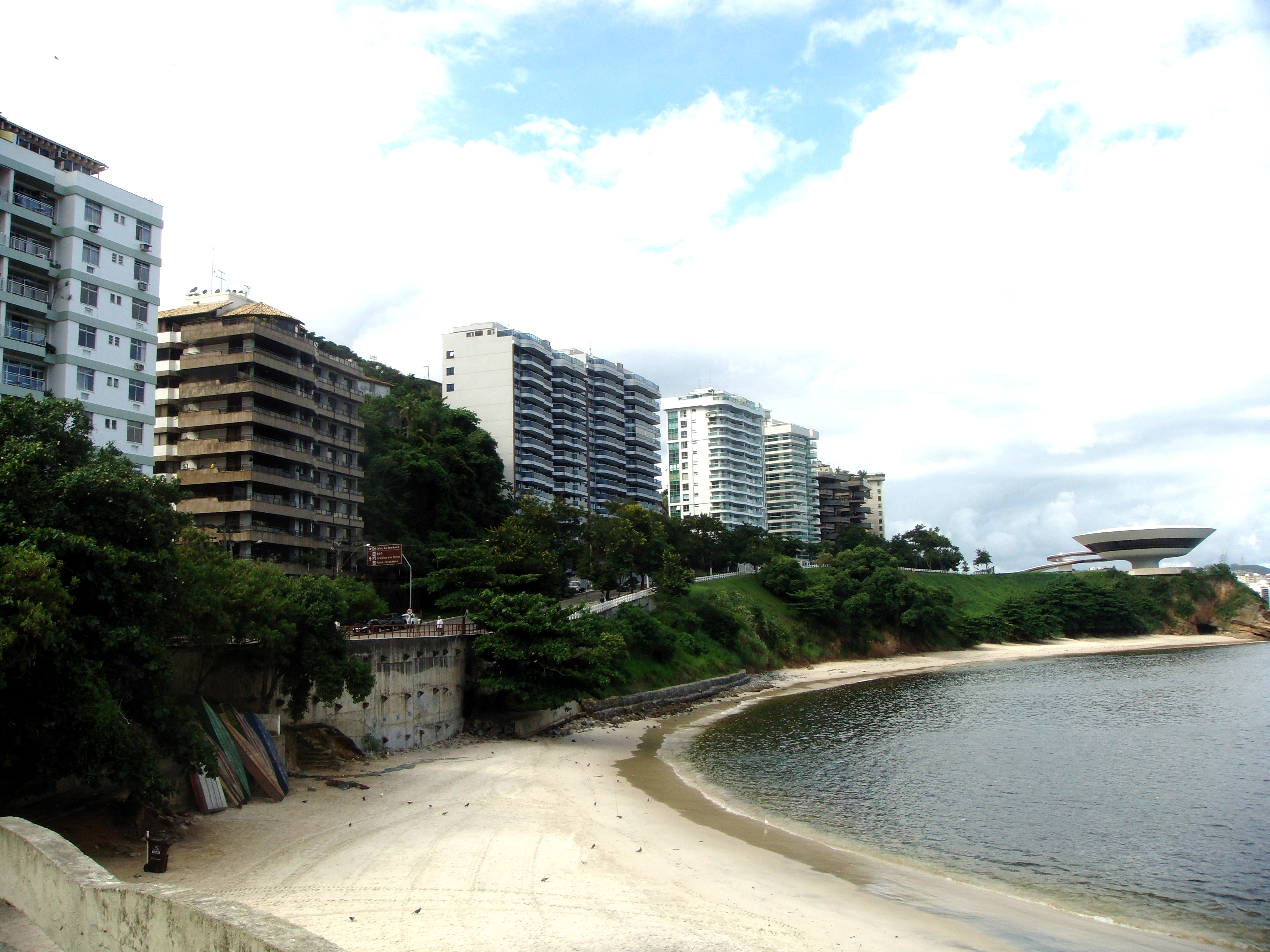
Hình ảnh về thành phố Niterói tại Brasil.

Niterói là một thành phố Brasil. Thành phố Niterói thuộc bang Rio de Janeiro. Dân số theo điều tra năm 2010 của Viện Địa lý và Thống kê Brasil là 479.384 người. Đây là thành phố đông dân thứ 42 của Brasil.